# 一社
一社（いっしゃ）は、愛知県名古屋市名東区の地名。現行行政地名は一社一丁目から一社四丁目および猪高町大字一社（字兼原）。住居表示未実施。

## 地理
名古屋市名東区西部に位置する。東は上社四丁目・貴船一丁目、西は千種区、南は亀の井、北は高社・社台三丁目に接する。
猪高町大字一社は、字兼原が猪高緑地のアーチェリー場のごく僅かな区画に残存するのみである。東・北は猪高町大字上社字足廻間、西・南は社が丘三丁目に接する。

### 河川
- 植田川

### 字一覧

旧字の位置関係

猪高町大字一社とその前身である一社村の小字は以下の通り。消滅した字については背景色    で示す。
| 字                           | 字                           |
| ---------------------------- | ---------------------------- |
| 赤穂出（あかほで）           | 足狭間（あしばさま）         |
| 荒幡（あらはた）             | 杁田（いりた）               |
| 後田上（うしろだがみ）       | 後田下（うしろだしも）       |
| 落田（おちだ）               | 片塚（かたつか）             |
| 兼原（かねはら）             | 上打越（かみうちこし）       |
| 下打越（しもうちこし）       | 瓶ノ井（かめのい）           |
| 越前（こしまえ）             | 中打越（なかうちこし）       |
| 中根通上（なかねどおりかみ） | 中根通下（なかねどおりしも） |
| 向田（むかいだ）             | 下田（しもだ）               |
| 町田（ちょうだ）             | 西浦（にしうら）             |
| 藤塚（ふじつか）             | 前山（まえやま）             |
| 松下（まつした）             | 的場（まとば）               |
| 明見前（みょうけんまえ）     | 山ノ田（やまのた）           |
| 陸之前（りくのまえ）         |                              |

### 河川
- 植田川[2]

## 歴史

### 町名の由来
1878年（明治11年）に愛知郡一色村と下社村の合併の際に、両村の名称を組み合わせて「一社村」としたことによる。このときの読みは「いちやしろ」であり、のちに「いっしゃ」と読みが変わった。一社村を前身とする猪高町大字一社は、現在の星ケ丘東部から社が丘・神里・社台に及ぶ広大な領域であったが、1970年代以降の町名整理により大部分が新町名に置き換えられている。
現行の一社一丁目から一社四丁目は、江戸期に愛知郡一色村であった地域に該当する。下社村については、植田川から猪高緑地にかけての地域と亀の井周辺を合わせた部分であったが、地名としては残っていない。

### 行政区画の変遷

#### 猪高町大字一社
- 1878年（明治11年）12月28日 - 愛知郡一色村と同郡下社村の合併により、一社村が成立[1]。
- 1889年（明治22年）10月1日 - 合併に伴い、愛知郡高社村大字一社となる[1]。
- 1906年（明治39年）5月10日 - 合併に伴い、愛知郡猪高村大字一社となる[1]。
- 1955年（昭和30年）4月5日 - 合併に伴い、名古屋市千種区猪高町大字一社となる[1]。
- 1972年（昭和47年）7月20日 - 一部が陸前町・野間町となる[1][6]。
- 1974年（昭和49年）11月15日 - 一部が一社二丁目および四丁目・亀の井二丁目～三丁目となる[1]。
- 1975年（昭和50年）2月1日 - 行政区変更に伴い、大部分が名東区所属となる[1]。
- 1976年（昭和51年）10月3日 - 千種区猪高町大字一社の残部が同区星ケ丘・桜が丘となり廃止[7]。

#### 一社
- 1974年（昭和49年）11月15日 - 千種区猪高町大字高針・猪高町大字一社の各一部により一社二丁目が、猪高町一社の一部により一社四丁目が成立する[1]。瓶ノ井土地区画整理組合の換地処分に伴う[8]。
- 1975年（昭和50年）2月1日 - 名東区編入に伴い、同区一社二丁目と一社四丁目となる[1]。
- 1976年（昭和51年）10月3日 - 名東区猪高町大字一社および猪高町大字高針の各一部により一社一丁目が、猪高町大字一社および猪高町大字上社の各一部により一社三丁目がそれぞれ成立する[1]。また、既存の二丁目および四丁目にそれぞれ猪高町大字一社の一部が編入される[1]。西一社土地区画整理組合の換地処分に伴う[8]。
- 1984年（昭和59年）2月11日 - 三丁目に猪高町大字上社の一部が編入される[1]。上社土地区画整理組合の換地処分に伴う[8]。
- 1986年（昭和61年）8月31日 - 四丁目に猪高町大字一社の一部が編入される[1]。東一社土地区画整理組合の換地処分に伴う[8]。

## 世帯数と人口
2020年（令和2年）11月1日現在の世帯数と人口は以下の通りである。
| 丁目           | 世帯数       | 人口         |
| -------------- | ------------ | ------------ |
| 一社一丁目     | 670世帯      | 1,162人      |
| 一社二丁目     | 872世帯      | 1,720人      |
| 一社三丁目     | 672世帯      | 1,517人      |
| 一社四丁目     | 896世帯      | 2,062人      |
| 猪高町大字一社 | （統計なし） | （統計なし） |
| 計             | 3,110世帯    | 6,461人      |

### 人口の変遷
国勢調査による人口の推移
| 2000年（平成12年） | 5,911人 | [ WEB 7 ]  |  |
| 2005年（平成17年） | 5,952人 | [ WEB 8 ]  |  |
| 2010年（平成22年） | 5,961人 | [ WEB 9 ]  |  |
| 2015年（平成27年） | 6,354人 | [ WEB 10 ] |  |

## 学区
市立小・中学校に通う場合、学校等は以下の通りとなる。また、公立高等学校に通う場合の学区は以下の通りとなる。なお、小・中学校は学校選択制度を導入しておらず、番毎で各学校に指定されている。
| 丁目           | 小学校                                    | 中学校                                      | 高等学校 |
| -------------- | ----------------------------------------- | ------------------------------------------- | -------- |
| 一社一丁目     | 名古屋市立名東小学校                      | 名古屋市立神丘中学校                        | 尾張学区 |
| 一社二丁目     | 名古屋市立名東小学校                      | 名古屋市立神丘中学校                        | 尾張学区 |
| 一社三丁目     | 名古屋市立名東小学校                      | 名古屋市立神丘中学校                        | 尾張学区 |
| 一社四丁目     | 名古屋市立名東小学校 名古屋市立貴船小学校 | 名古屋市立神丘中学校 名古屋市立高針台中学校 | 尾張学区 |
| 猪高町大字一社 | （データなし）                            | （データなし）                              | 尾張学区 |

## 交通
- 国道302号（名古屋環状2号線）
- 名古屋第二環状自動車道 上社南インターチェンジ（内回り）
- 愛知県道60号名古屋長久手線（東山通）[2][注釈 3]
- 名古屋市営地下鉄東山線一社駅[2]

## 施設

### 一社一丁目
- 西一社第三公園[2]

### 一社二丁目
- 西一社中央公園[2]
- トーヨーキッチンスタイル本社
- マックスバリュ一社店
- 三十三銀行名東支店

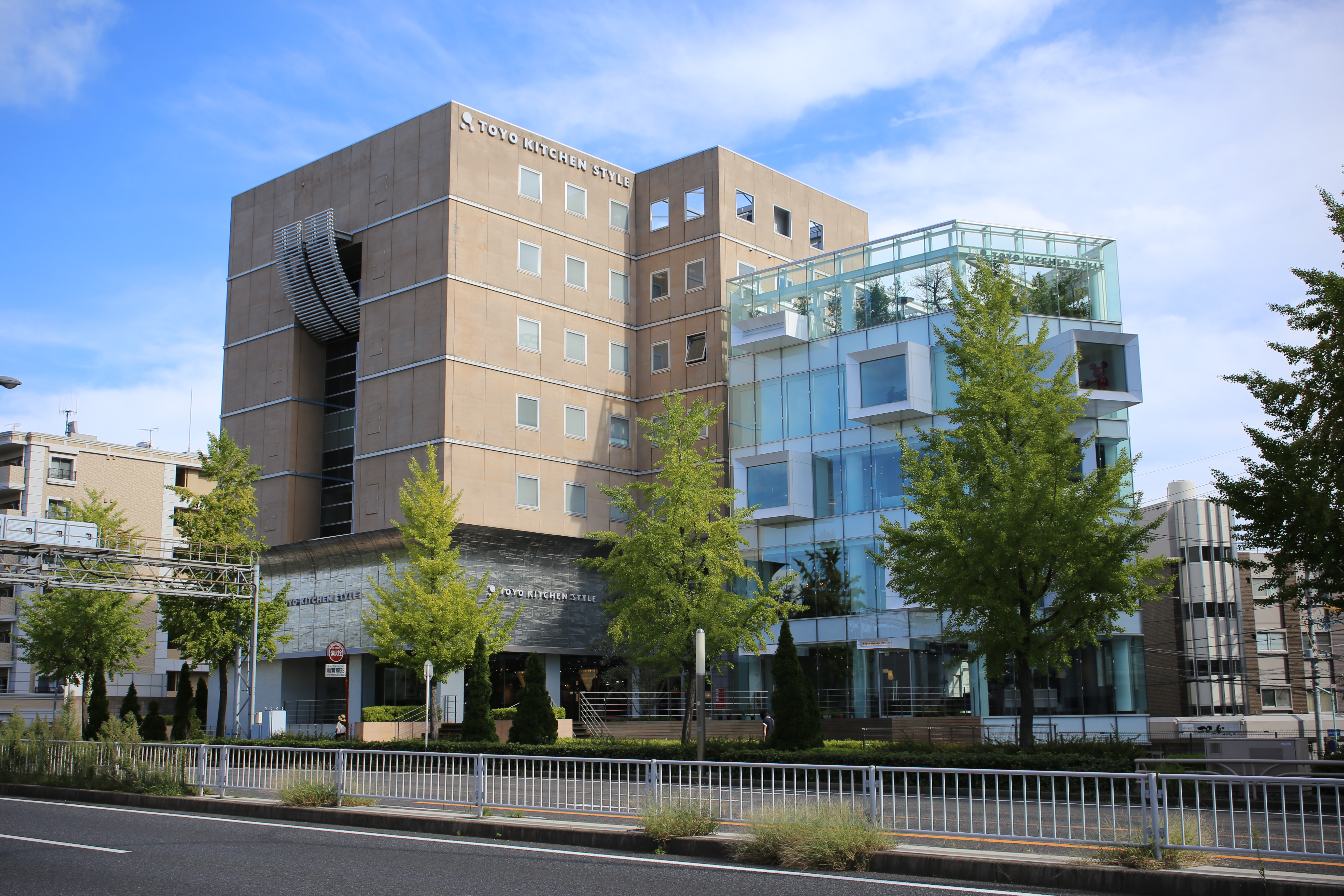
トーヨーキッチンスタイル本社（2015年9月）

- 小松食品名古屋営業所（破産により閉鎖、更地化）

### 一社三丁目

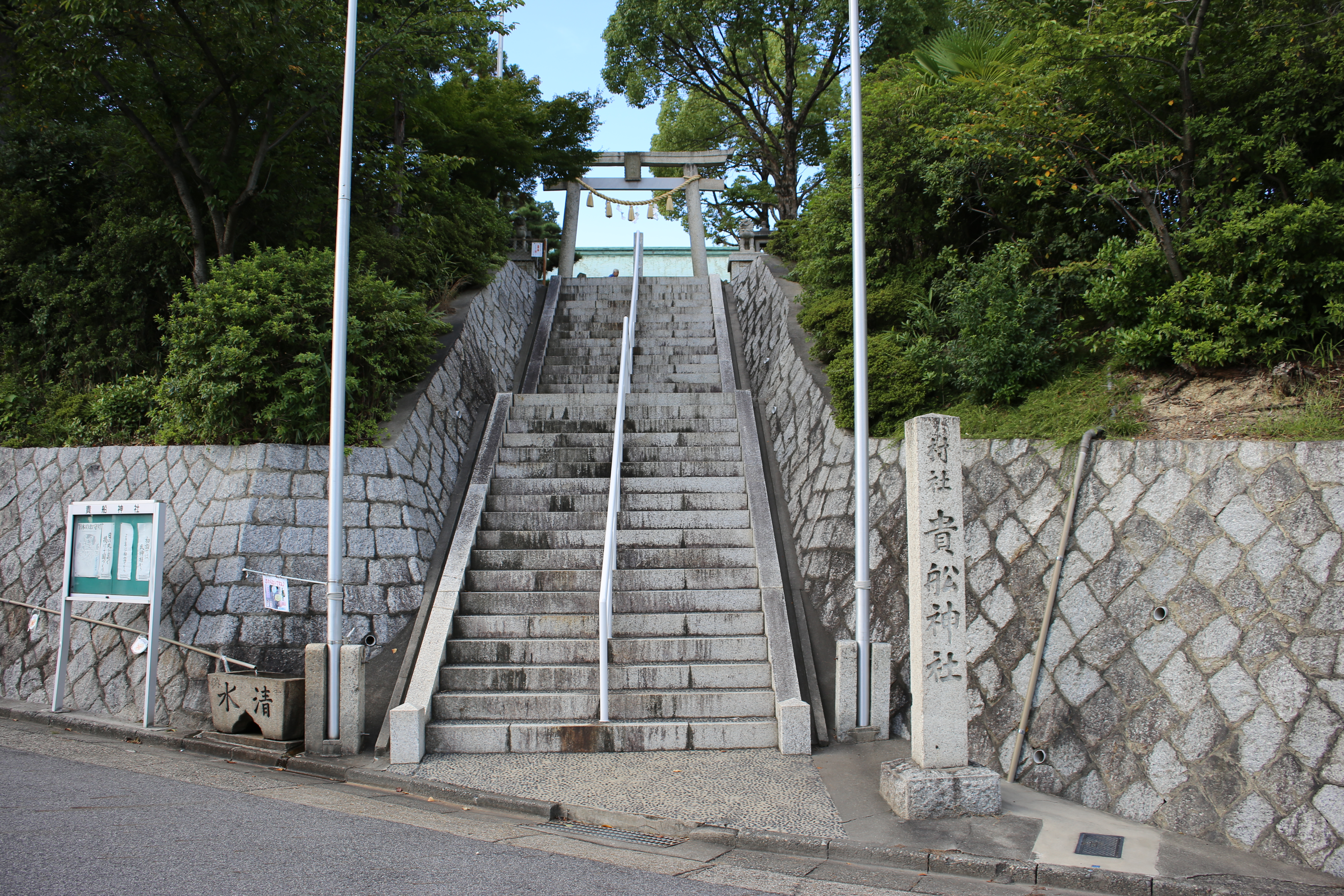
貴船神社（2015年9月）

- 貴船社[2]
- 一色城跡
- 曹洞宗神蔵寺[2]
- 西一社第四公園[2]
- 秋葉神社
- 名東警察署一社交番

- 貴船神社（2015年9月）

### 一社四丁目
- 名東郵便局[2]
- 中央出版

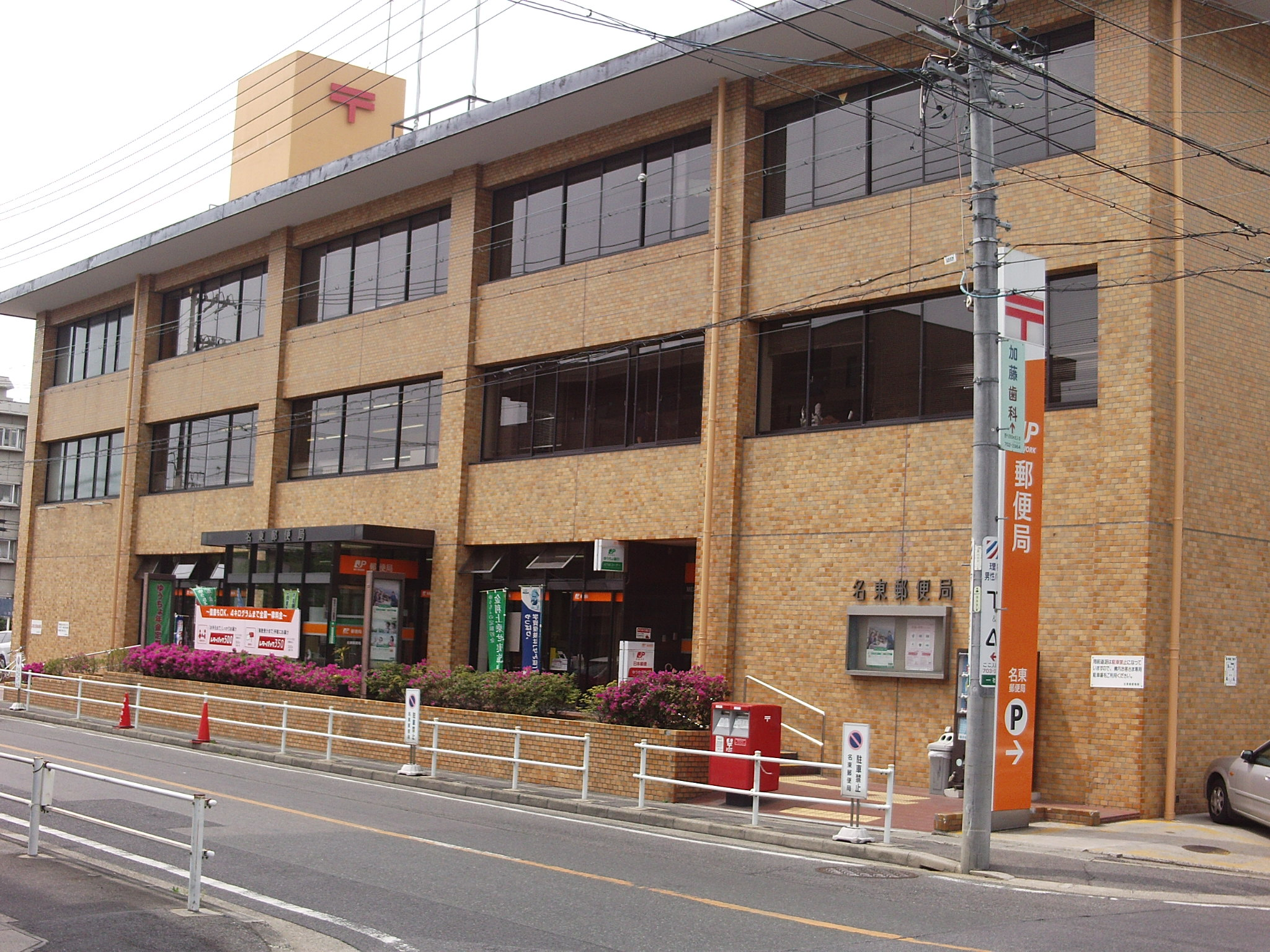
名東郵便局
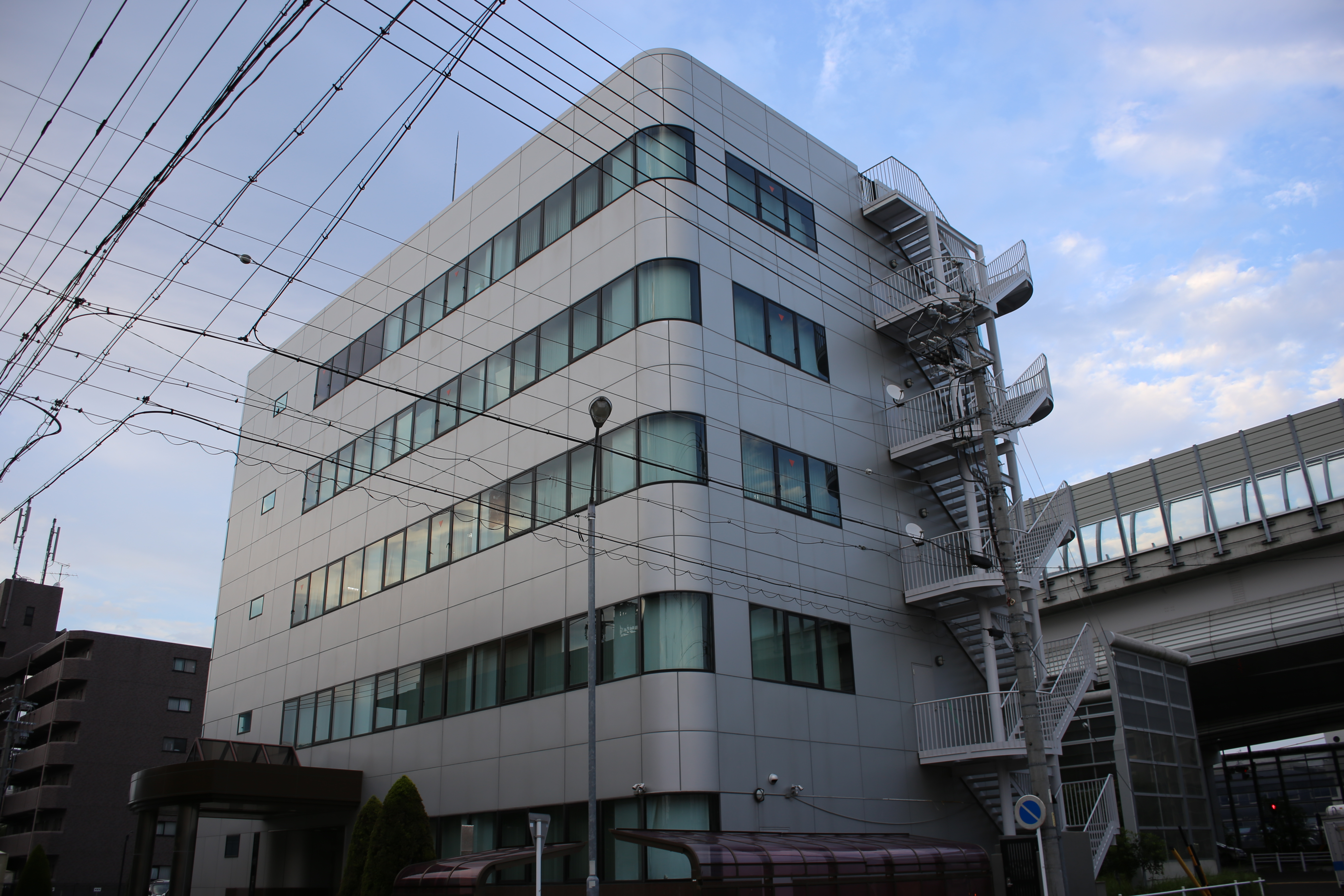
中央出版本社

## 史跡
- 一色城址[9]

## その他

### 日本郵便
- 郵便番号 : 465-0093[WEB 3]（集配局：名東郵便局[WEB 13]）。